# Carl Küttner
Carl Küttner (* 21. Oktober 1902 in Sankt Petersburg; † 5. November 1986 in Essen) war ein deutscher Ingenieur und Unternehmer.

## Leben
Nach dem Abitur in Frankfurt am Main studierte Küttner an der Technischen Hochschule Breslau Ingenieurwissenschaften. Er wurde am 4. Februar 1923 im Corps Borussia Breslau recipiert, für das er sich zeitlebens engagierte. Nach dem Abschluss mit dem akademischen Grad eines Diplom-Ingenieurs hielt er sich zur Weiterbildung mehrere Jahre in den USA auf. Seine erste Anstellung fand er bei der Friedrich Krupp AG in Essen. 1936 wurde er an der RWTH Aachen zum Dr.-Ing. promoviert.
Später wechselte Küttner in den Konzern von Friedrich Flick in Berlin, wo er in der Konzernzentrale von Flick Ende 1941 als Nachfolger von Hans Hahl Finanzprokurist bei Mittelstahl unter deren Vorstand Odilo Burkart wurde. Küttner war unmittelbar zuvor vom Reichsministerium für die besetzten Ostgebiete damit beauftragt worden, einen umfassenden Bericht über die ukrainische Hüttenindustrie zu verfassen. Durch das Engagement Küttners erlangte Flick Zugriff auf diese Informationen. In weiterer Folge wurde Küttner von Flick bei fortlaufenden Bezügen als Kriegsverwaltungsrat an die staatliche Wirtschaftsverwaltung ausgeliehen, unter anderem an den Wirtschaftsstab Ost. Er war also auf zwei Seiten für Flick tätig, um dessen industrielle Expansionsinteressen auch in den kriegsbesetzten Gebieten durchzusetzen. 1948 gründete er in Essen die Carl Küttner GmbH & Co. KG, die er bis zu seinem Tod als Mitinhaber und Geschäftsführer leitete. Aus dieser Ingenieurgesellschaft entwickelte sich eine weltweit tätige Unternehmensgruppe, die schlüsselfertige Anlagen für Eisenhütten, Gießereien, Recycling, Nichteisenmetall und Müllverbrennung baut.